# Scotched in Scotland
Scotched in Scotland (br.: Almas depenadas) é um filme estadunidense curta metragem de 1954, dirigido por Jules White. É o 158º filme de um total de 190 da série com os Três Patetas produzida pela Columbia Pictures entre 1934 e 1959.

## Enredo
Os Três Patetas terminam um curso de detetives (escola "Olho Vivo", segundo a dublagem brasileira) e ao receberem seus diplomas especialmente das mãos do diretor (por ficarem com as menores notas da história) são avisados que não conseguirão emprego no país, sendo enviados então à Escócia.
Naquele país, se apresentam ao Conde Glenheather (Herbert Evans), o dono de um castelo com fama de mal-assombrado, com os nomes de McMoe, McLarry e McShemp, vestidos com trajes tradicionais. O Conde se ausenta do castelo e pede aos Patetas para vigiarem os bens dele. Mas, durante a noite, um trio de ladrões que estava disfarçado de criados, começa a saquear o castelo. Depois de muitos sustos, com os ladrões tentando se passar por fantasmas, os Patetas conseguem prendê-los. Na cena final, o Conde abre um armário para pegar uma empoeirada garrafa de uisque e comemorar com os Patetas o fato deles terem provado não haver fantasmas no castelo, mas correm assustados ao verem ali um esqueleto dançando e tocando uma gaita de foles.